# Groep van Acht

G8-landen

De Groep van Acht of G8 (Engels: Group of Eight) was een intergouvernementeel forum van acht vooraanstaande industriële staten en de Europese Unie. Het ging om Canada, Duitsland, Frankrijk, Italië, Japan, Rusland, het Verenigd Koninkrijk, de Verenigde Staten en de Europese Unie. De G8 bestond tussen 1997 en 2013 en werd nadien ontbonden ten gevolge van de illegale Russische annexatie van de Krim.

## Oprichting
In 1975 werd de G6 opgericht, die vanaf 1978, toen Canada erbij kwam, als G7 door het leven gaat. In 1997 werd besloten ook Rusland een plek aan de tafel te geven. De groep was vooral gericht op economische en financiële onderwerpen, al werd er later ook steeds meer aandacht besteed aan politieke en veiligheidsproblemen, alsook de milieuproblematiek. De G8-landen verenigden de economisch sterkste staten en hadden daardoor een grote invloed op de gang van zaken.

## Opheffing
In 2014 werd besloten Rusland te bannen uit de Groep van Acht, nadat het land de Krim had geannexeerd van Oekraïne. Dit gebeurde weken voordat Rusland gastheer zou zijn voor de G8-top van dat jaar. De bijeenkomst van dat jaar werd vervolgens gehouden in de Belgische hoofdstad Brussel. Sindsdien komt de G7 weer jaarlijks bijeen.

## Bijeenkomsten
| Datum           | Gastland            | Gastheer/gastvrouw | Locatie van de conferentie |
| --------------- | ------------------- | ------------------ | -------------------------- |
| 20-22 juni 1997 | Verenigde Staten    | Bill Clinton       | Denver                     |
| 15-17 mei 1998  | Verenigd Koninkrijk | Tony Blair         | Birmingham                 |
| 18-20 juni 1999 | Duitsland           | Gerhard Schröder   | Keulen                     |
| 21-23 juli 2000 | Japan               | Yoshiro Mori       | Nago                       |
| 21-22 juli 2001 | Italië              | Silvio Berlusconi  | Genua                      |
| 26-27 juni 2002 | Canada              | Jean Chrétien      | Kananaskis                 |
| 1-3 juni 2003   | Frankrijk           | Jacques Chirac     | Évian-les-Bains            |
| 8-10 juni 2004  | Verenigde Staten    | George W. Bush     | Sea Island                 |
| 6-8 juli 2005   | Verenigd Koninkrijk | Tony Blair         | Gleneagles                 |
| 15-17 juni 2006 | Rusland             | Vladimir Poetin    | Sint-Petersburg            |
| 6-8 juni 2007   | Duitsland           | Angela Merkel      | Heiligendamm               |
| 7-9 juli 2008   | Japan               | Shinzo Abe         | Tōyako                     |
| 8-10 juli 2009  | Italië              | Silvio Berlusconi  | L'Aquila                   |
| 25-26 juni 2010 | Canada              | Stephen Harper     | Huntsville                 |
| 26-27 mei 2011  | Frankrijk           | Nicolas Sarkozy    | Deauville                  |
| 18-19 mei 2012  | Verenigde Staten    | Barack Obama       | Thurmont                   |
| 17-18 juni 2013 | Verenigd Koninkrijk | David Cameron      | Enniskillen                |

## Kritiek

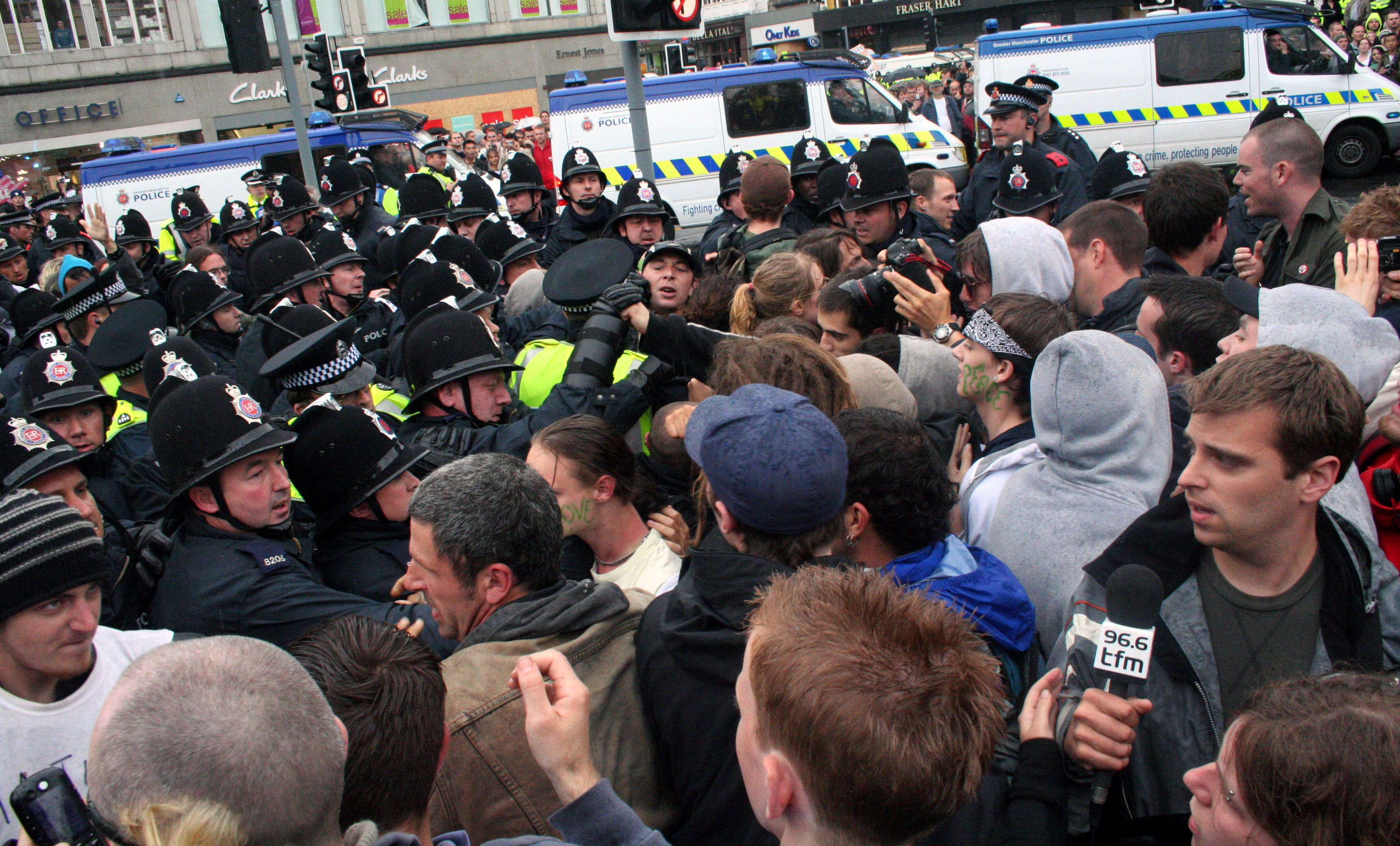
Protest bij de G8-top in Schotland, 2005.

De groep was vaak het mikpunt van felle kritiek uit andersglobalistische hoek. De groep, die achter gesloten deuren bijeenkwam, zou ondemocratisch zijn geweest: ze nam beslissingen met wereldwijde economische gevolgen, terwijl de deelnemende staten slechts een minderheid van de wereldbevolking vertegenwoordigden. De bijeenkomsten gingen vaak gepaard met andersglobalistische demonstraties, zoals ook tijdens de G8-top van 2005.
 Canada ·  Frankrijk ·  Duitsland ·  Italië ·  Japan ·  Rusland (lidmaatschap opgeschort) ·  Verenigd Koninkrijk ·  Verenigde Staten